# Andy Green
Andy Green (Atherstone, 30 luglio 1962) è un pilota britannico della RAF e l'attuale detentore del record del mondo di velocità su terra, oltre che la prima persona ad aver superato la barriera del suono su un'automobile.
Il 25 settembre 1997, al comando del ThrustSSC superò il precedente primato nel Black Rock Desert, USA, raggiungendo la velocità record di 1149,30 km/h. Il 15 ottobre, raggiunse 1227,99 km/h, il primo record supersonico (Mach 1,016).
Il 23 agosto 2006, ha battuto anche il record di velocità su terra a bordo di un veicolo Diesel, il JCB Dieselmax ad una velocità di 563,418 km/h (350,092 mph) durante due tentativi nelle Bonneville Salt Flats, Utah.
Attualmente si sta esercitando per battere il proprio record mediante un nuovo veicolo, il Bloodhound SSC.